# Piper dolichostylum
Piper dolichostylum är en pepparväxtart som beskrevs av R. Callejas & J. Betancur. Piper dolichostylum ingår i släktet Piper och familjen pepparväxter. Inga underarter finns listade i Catalogue of Life.